# As Aventuras de Tintim

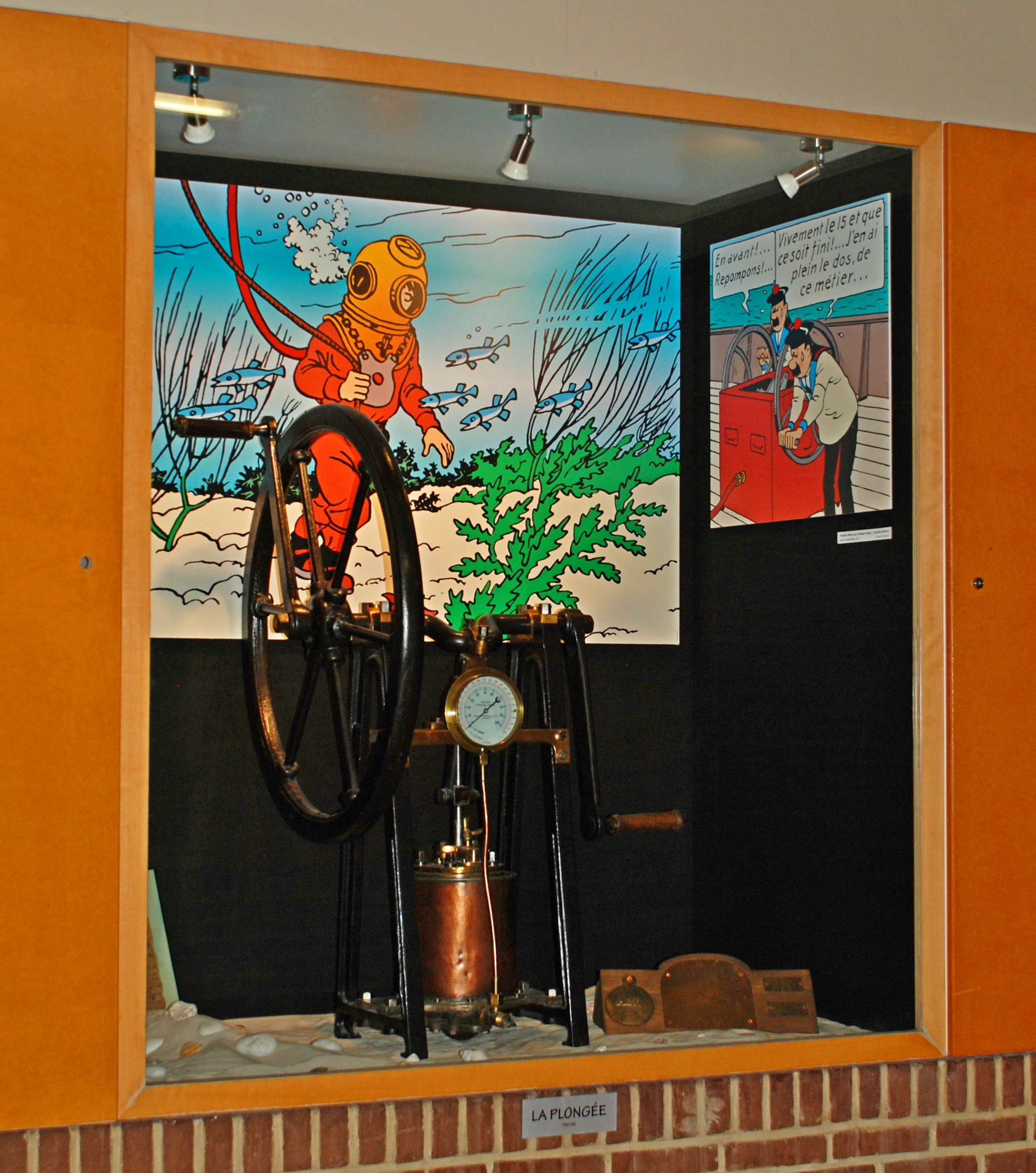
Tintim ilustrando o tema do mergulho nos corredores do Blocry Sports Centre em Louvain-la-Neuve com cenas do álbum O Tesouro de Rackham.

As Aventuras de Tintim (no original em francês, Les aventures de Tintin) é o título de uma série de histórias em quadrinhos (banda desenhada, em Portugal) criada pelo autor belga Georges Prosper Remi, mais conhecido como Hergé, em 1929.
O herói das séries é o personagem epônimo Tintim, um repórter e aventureiro belga. Ele é auxiliado em suas aventuras desde o início por seu fiel cão Milu (Milou, em francês). Os dois apareceram pela primeira vez em 10 de janeiro de 1929, no Le Petit Vingtième, um suplemento infantil do jornal Le Vingtième Siècle. Mais tarde, o elenco foi expandido com a adição do Capitão Haddock, entre outros personagens pitorescos.
Esta série de sucesso era publicada em semanários e, ao término de cada história, os quadrinhos eram reunidos em livros (23 no total, em 2008). Ela ganhou uma revista própria, de grande tiragem (Le Journal de Tintin) e foi adaptada para versões animadas, para o teatro e também para o cinema. As séries são uma das histórias em quadrinhos européias mais populares do século XX, sendo traduzidas para mais de 50 línguas e tendo mais de 200 milhões de cópias vendidas.
As séries de histórias em quadrinhos são há muito admiradas por seus desenhos claros e expressivos, com o estilo ligne claire, típico de Hergé.
O autor emprega enredos bem elaborados de gêneros variados: aventuras swashbuckler com elementos de fantasia; mistério; espionagem; e ficção científica. As histórias nas séries de Tintim caracterizam-se tradicionalmente pelo humor em cenas de ação, o que equivale em álbuns posteriores à sofisticada sátira e comentários de cunho político-culturais.

## Descrição
Tintim é caracterizado como um repórter. Hergé usa tal artifício para apresentar o personagem numa série de aventuras ambientadas em períodos contemporâneos àquele em que ele estava trabalhando (mais notavelmente, a insurreição bolchevique na Rússia, a Segunda Guerra Mundial e a alunissagem). Hergé criou também um mundo de Tintim, que conseguiu reduzir a um simples detalhe, porém reconhecível e com representação realista, um efeito que ele foi capaz de alcançar com referência a um meticuloso arquivo de imagens.
Apesar de as Aventuras de Tintim serem padronizadas - apresentando um mistério, que é, então, logicamente resolvido - Hergé encheu-as com o seu próprio senso de humor, e criou personagens de apoio que, embora sejam previsíveis, apresentaram-se com um certo encanto que permitiu ao leitor se identificar com eles. Esta fórmula de uma confortável e bem–humorada previsibilidade é semelhante a da apresentação do elenco na tira Peanuts ou em Three Stooges. Hergé também teve um grande entendimento da mecânica dos quadrinhos, especialmente de seu andamento, uma habilidade demonstrada em As Jóias de Castafiore, um trabalho que pretende ser envolvido com a tensão de que nada realmente acontece.
Hergé inicialmente improvisou na criação das aventuras de Tintim, exceto em como o personagem iria escapar de qualquer situação que lhe aparecia. Somente após a conclusão de Os Charutos do Faraó, Hergé foi incentivado a reformular e a planejar suas histórias. O impulso veio de Zhang Chongren, um estudante chinês que, sabendo que ele iria mandar Tintim à China na sua próxima aventura, instou–o a evitar que perpetuassem a visão que os europeus tinham da China no momento. Hergé e Zhang trabalharam juntos na série seguinte, O Lótus Azul, que foi citado pelos críticos como a sua primeira obra-prima.
Outras alterações à mecânica de Hergè ao criar as tiras se deram a partir de influências por parte de acontecimentos externos. A Segunda Guerra Mundial e a invasão da Bélgica pelos exércitos de Hitler determinaram o encerramento do jornal no qual Tintim era publicado. Os trabalhos foram interrompidos em Tintim no País do Ouro Negro, e os já publicados Tintim na América e A Ilha Negra foram proibidos pela censura nazista, que não concordou com sua apresentação da América e da Grã-Bretanha. No entanto, Hergé foi capaz de continuar com As Aventuras Tintim, publicando quatro livros e relançando mais duas aventuras no Le Soir, jornal licenciado pelos alemães.
Após a ocupação da Bélgica pelas tropas alemãs, Hergé foi acusado de ser um colaborador do regime nazista por trabalhar em um jornal sob controle alemão. Sua obra desse período, ao contrário de seus trabalhos anteriores, é politicamente neutra e resultou em histórias clássicas, como O Segredo do Unicórnio, O Tesouro de Rackham o Terrível e A Estrela Misteriosa, que refletem seu sentimento durante esse período político incerto.
A escassez do papel no período pós-guerra exigiu mudanças no formato dos livros. Hergé geralmente desenvolvia suas histórias de forma que o tamanho fosse adequado à história, mas agora com o papel de dimensão reduzida, os editores Casterman pediram a Hergé para ele considerar a utilização de menores dimensões e adotar um tamanho padronizado e estipulado em 62 páginas. Hergé continuou e aumentou sua equipe (os dez primeiros livros foram feitos por ele e sua esposa), surgindo assim os Studios Hergé.[carece de fontes?]
A adoção de cor permitiu que Hergé expandisse o alcance das suas obras.  Seu estúdio permitiu que as imagens preenchessem meia página em alguns casos, mostrando detalhadamente algumas cenas e usando combinações de cores para realçar pontos importantes. Hergé cita este fato, declarando que "Considero minhas histórias como se fossem filmes. Sem narração, sem descrições, a ênfase é dada às imagens". 	
A vida pessoal de Hergé também afetou a série, com Tintim no Tibete sendo fortemente influenciada pelo seu colapso nervoso. Seus pesadelos, descritos como sendo "todos em branco", convertem-se em paisagens repletas de neve na história. O enredo tem Tintim patinando em busca de Tchang Chong-Chen, previamente encontrado em O Lótus Azul, com a peça não possuindo vilões - com apenas uma pequena lição moral, com Hergé se recusando a se referir ao Homem das Neves do Himalaia como "abominável".
A conclusão das aventuras de Tintim ficou incompleta. Hergé morreu em 3 de março de 1983 e deixou a 24ª aventura, Tintim e a Alph-Art, inacabada. O enredo viu Tintim embrenhar-se no mundo da arte moderna, e a história é interrompida no momento em que Tintim está aparentemente prestes a ser assassinado para ser transformado em uma estátua de acrílico a ser vendida.

## Personagens

### Tintim e Milu

Tintim e Milu.

Tintim é um jovem repórter que viaja o mundo em busca de aventuras enfrentando perigos e desvendando mistérios. Quase todas as aventuras retratam Tintim trabalhando, empenhado em suas investigações jornalísticas.
Milu é um cão fox terrier branco, companheiro de Tintim. Eles regularmente salvam um ao outro de situações perigosas. Milu frequentemente "fala" com o leitor por meio de seus pensamentos, e é tido como mais "racional" do que Tintim. Como o Capitão Haddock, Milu tem gosto pelo uísque Loch Lomond, e suas ocasionais "bebedeiras" tendem a colocá-lo em problemas, assim como sua intensa aracnofobia. O nome francês Milou foi atribuído como uma referência indireta a uma namorada da juventude de Hergé, Marie-Louise Van Cutsem, que tinha o apelido de "Milou".

### Capitão Archibald Haddock

Haddock.

Capitão Archibald Haddock, um capitão navegador de origem controversa, é o melhor amigo de Tintim, e foi introduzido em O Caranguejo das Pinças de Ouro ou O Caranguejo das Tenazes de Ouro. Haddock foi inicialmente descrito como um personagem fraco e alcoólatra, tendo mais tarde, porém, se tornado mais respeitável. Ele evoluiu para se tornar genuinamente heróico e até mesmo da alta sociedade, depois de encontrar um tesouro de seu ancestral Sir Francis Haddock (François de Hadoque em francês), no episódio O Tesouro de Rackham o Terrível. A natureza rude do capitão e seu sarcasmo representam uma contradição ao freqüente e improvável heroísmo de Tintim; ele sempre rompe com um comentário seco ou satírico quando o repórter parece demasiado idealista. O Capitão Haddock vive em sua luxuosa mansão chamada Moulinsart.

### Personagens secundários[27]
Os personagens secundários de Hergé já foram mencionados como muito mais desenvolvidos que os principais, cada um imbuído de força de temperamento e personalidade que se comparam aos personagens de Charles Dickens. Hergé usava os personagens secundários para criar um mundo realista onde colocar os protagonistas das aventuras. Para mais realismo e continuidade, os personagens voltariam às séries. Foi conjeturado que a ocupação da Bélgica e as restrições impostas a Hergé forçaram-no a focar-se na caracterização para evitar o surgimento de situações políticas incômodas. A maior parte dos personagens secundários foi desenvolvida nesse período.[carece de fontes?]
- Dupond e Dupont: São dois detetives desajeitados que, mesmo sem terem parentesco parecem gêmeos, tendo uma única diferença física: a forma de seus bigodes.
- Trifólio Girassol: É um cientista quase surdo, que entende e age diante de tudo de maneira equivocada como resultado de sua deficiência auditiva. É um personagem menor mas que aparece regularmente nas aventuras de Tintim. Estreou em O Tesouro de Rackham o Terrível.
- Bianca Castafiore: É uma cantora de ópera, a quem o capitão Haddock absolutamente despreza. Contudo, ela constantemente aparece de súbito onde quer que eles estejam, junto com sua criada Irma e o pianista Igor Wagner.

Outros personagens secundários: General Alcazar, um ditador sul-americano; Mohammed Ben Kalish Ezab, um emir, e seu filho Abdallah; Serafim Lampião, um vendedor de seguros; Tchang Chong-Chen, um menino chinês; o Doutor J.W. Müller, um maléfico médico alemão; Nestor, o mordomo; Roberto Rastapopoulos, o responsável pelos crimes; Oliveira da Figueira; o Coronel Sponsz; Piotr Szut; Allan Thompson; além do açougue Sanzot, que é um local recorrente na série.

## Críticas
Muito se tem escrito sobre a ideologia da série. A obra é objeto de polêmica, em grande parte graças à contínua reedição das aventuras, que foram concebidas há muitos anos, em um contexto inteiramente diferente. Já se acusou Hergé de propagar em seus álbuns violência, crueldade para com os animais, pontos de vista colonialistas, racistas e até mesmo fascistas; foi acusado também de suposta misoginia, dado que quase não aparecem mulheres na série. Essas acusações se referem apenas a aspectos pontuais, não podendo-se dizer que sejam pontos de vista predominantes da série. Nesse sentido, há uma certa "lenda negra" de Tintim, devido ao fato de Hergé ter publicado algumas histórias em um jornal aprovado por nazistas, o Le Soir, durante a ocupação alemã na Bélgica.[carece de fontes?]
Tintim surgiu no periódico Le Petit Vingtième. Ainda que a Fundação Hergé tenha tomado tais acusações por ingenuidade do autor, e que certos pesquisadores afirmem que "Hergé fazia o que lhe dizia o abade Wallez (o diretor do jornal)", o próprio quadrinista sentia que, visto suas origens sociais, não poderia escapar de preconceitos: "Ao conceber Tintim no Congo e Tintim no País dos Sovietes, ele estava sustentado por preconceitos do meio burguês no qual vivia. (…) Se tivesse de refazê-los, os faria de outro modo, certamente.".
Em Tintim no País dos Sovietes, os bolcheviques são descritos como personagens maléficos. Hergé se inspirou num livro de Joseph Douillet, antigo cônsul da Bélgica na Rússia, Moscou sans voile, que era extremamente crítico ao regime soviético. Hergé inseriu isto no contexto afirmando que para a Bélgica da época, uma nação devota e católica, "tudo o que fosse bolchevique era ateu". No álbum, os chefes bolcheviques são motivados apenas por interesses pessoais, e Tintim descobre, enterrado, "o tesouro escondido de Lênin e Trotsky". Mais tarde, Hergé assimilou os defeitos desses primeiros álbuns a "um erro de minha mocidade". Mas hoje, parte de sua maneira de representar a URSS da época pode ser considerada aceitável. Em 1999, o jornal The Economist publicou que "retrospectivamente, a terra da fome e da tirania desenhada por Hergé estavam estranhamente corretas".

Tintim no Congo, uma das mais polêmicas obras de Hergé, de 1931, criticada pela maneira como retrata os negros africanos. Relançada em cores em 1946, foi redesenhada, resumida e a ideologia colonialista da primeira edição alterada.

Tintim no Congo foi acusado de representar os africanos como seres ingênuos e primitivos. Na primeira versão do álbum, em preto-e-branco, vemos Tintim diante de uma lousa dando aula a crianças africanas. "Meus caros amigos", diz ele, "hoje, vou lhes falar de sua pátria: a Bélgica". Em 1946, Hergé redesenhou o álbum, transformando esta cena numa aula de matemática. "Sobre o Congo, eu conhecia apenas o que contavam na época: 'os negros são como grandes crianças, sorte deles estarmos lá!', etc. E desenhei os africanos de acordo com estes critérios, no mais puro espírito paternalista, que era o da época na Bélgica", explicou-se Hergé.
Em 1988, no jornal britânico Mail on Sunday, Sue Buswell resumiu os problemas evidenciados nesse álbum: "lábios grossos e pilhas de animais mortos", em referência à maneira como foram desenhados os africanos e aos animais que Tintim caça (atividade muito em voga na época em que o álbum foi feito). Todavia, Harry Thompson nota que tal citação pode ter sido tomada "fora de seu contexto". Transpondo uma cena de Les Silences du Colonel Bramble, livro de André Maurois, Hergé apresenta Tintim como um caçador, abatendo quinze antílopes, sendo que apenas um já seria o bastante para se alimentar. O grande número de animais mortos ao longo da história levou o editor dinamarquês dos álbuns Tintim a exigir algumas modificações. Hergé teve de substituir uma cena em que Tintim faz um furo no dorso de um rinoceronte para depositar uma dinamite e explodir o animal.
Em 2007, a Comissão pela Igualdade Racial (Commission for Racial Equality), órgão britânico, exigiu que o álbum fosse retirado das prateleiras de livrarias após uma reclamação, afirmando ser "triste saber que haja ainda hoje livreiros que aceitem vender e divulgar Tintim no Congo".
Em 23 de julho de 2007, um estudante congolês fez uma queixa em Bruxelas, capital da Bélgica, na qual considera a obra um insulto para o seu povo. O caso é investigado, mas o Centro para a Igualdade de Oportunidades e Combate ao Racismo (Centre pour l'égalité des chances et la lutte contre le racisme, instituição belga), advertiu que não se tome uma "atitude hiper-politicamente correta". Em 2009, dando continuidade à polêmica, a biblioteca do Brooklyn, em Nova Iorque, retirou a aventura da seção pública, tornando mais difícil a sua consulta, depois da reclamação de um dos sócios, dizendo que "o livro é racialmente ofensivo para as pessoas negras".
Vários dos primeiros álbuns de Tintim foram alterados por Hergé em edições subseqüentes, geralmente a pedido das editoras. Em Tintim na América, por exemplo, os traços caricatos dos personagens negros foram redesenhados como sendo brancos ou de etnia indefinida, incitado pelos editores americanos. Em a Estrela Misteriosa, um vilão americano tinha originalmente o sobrenome judeu Blumenstein. Isto era controverso, tanto que o personagem tinha exactamente o aspecto estereotipado de um judeu. Blumenstein foi alterado para Bohlwinkel, sobrenome menos etnicamente específico. Em edições posteriores, o personagem foi novamente alterado, desta vez para sul-americano, de um país ficcional chamado São Rico. Mais tarde, Hergé descobriria que Bohlwinkel também é um sobrenome judeu.
Outro álbum apontado como racista é Perdidos no Mar (também conhecido como Carvão no Porão), de 1958. Ainda que a história seja uma denúncia da escravidão, na qual Tintim e Haddock defendem claramente os mais fracos, um artigo publicado em 1962 na revista Jeune Afrique criticou duramente a representação dos africanos, especialmente a forma de falarem. Hergé rebateu as críticas e, em 1967, reescreveu alguns diálogos.[carece de fontes?]
A ideia do fascismo da série pode estar relacionada à atitude do autor na época da Segunda Guerra e ao seu vínculo inicial com o abade Norbert Wallez, homem de extrema-direita e anticomunista assumido. Vale notar que os álbuns publicados durante a guerra são histórias nas quais não há nenhuma alusão política. Álbuns como O Ceptro de Ottokar, de 1939, desmentem a suposta simpatia de Hergé pelo fascismo. Nessa história, há críticas evidentes à política expansionista de Adolf Hitler. "Creio que todos os totalitarismos são nefastos, sejam eles de direita ou de esquerda.", disse o autor.
Hergé jamais negou suas ideias conservadoras. Talvez por esse motivo, Tintim seja a favor da ordem estabelecida, o que não o impede de dar atenção aos menos favorecidos, e, em muitas ocasiões, tomar o partido destes. Ao longo de suas viagens, ele demonstra um verdadeiro interesse e respeito pelas culturas não-européias, o que se manifesta também na vontade de seu criador de fazer pesquisas meticulosas para a confecção dos álbuns.
Na série, são apresentados o Coronel Boris e o Coronel Jorgen. Na primeira história em que aparecem não são mencionados seus nomes.[carece de fontes?]

## Propriedade intelectual e críticas
A empresa Moulinsart S.A. é responsável pela gestão e cobrança de royalties de Hergé desde 1987. Fundada por sua esposa Fanny Vlamynck, como única herdeira, a empresa está actualmente liderada por Nick Rodwell, marido de Fanny. A empresa provoca regularmente controvérsia, proibindo qualquer utilização da imagem de Tintin sem sua autorização expressa.[carece de fontes?]
Assim, na época da Internet, qualquer forma de paródia, desvio ou reutilização é fortemente contestado pela sociedade Moulinsart S.A.. Da mesma forma, o fato de postar uma única arte de Tintin é repreendido pelas leis de diferentes países.[carece de fontes?]
Esta atitude preocupa entusiastas da banda desenhada franco-belga que estão se perguntando como eles serão capazes de fazer Tintin permanecer como património cultural francófono se a divulgação de sua imagem também é altamente restrita na mídia moderna.
No entanto, uma decisão do tribunal em Haia no início de 2015 delineou uma mudança. Tribunais holandeses concordaram com a associação de fãs Hergé Genootschap, que teria que ter pago a Moulinsart SA para o uso de artes originais em suas publicações, depois de ter sido desde há muito permitida. Com efeito, o Tribunal considerou que a única herdeira de Herge, Fanny Rodwell, nunca tinha questionado um contrato de 1942 que estipula explicitamente a transferência de todos os direitos de Hergé a editora Casterman.
A obra de Hergé cairá em domínio público em 1 de janeiro de 2054. Moulinsart S.A., promete assegurar os direitos, os planos para impedir o uso e publicação de todos através da publicação de um novo álbum de Tintin em 2052.
A partir de 1º de janeiro de 2025, Tintim e outros personagens que aparecem nas histórias em quadrinhos de 1929 entraram em domínio público nos Estados Unidos, mas não na Bélgica natal de Hergé. No entanto, para Alain Berenboom, advogado da Fundação Hergé, segundo a Conveção de Berna, as obras de Hergé entram em dominio publico em 2034.

## Paródias e pastiches
Durante a vida de Hergé, paródias foram produzidas de Les Aventures de Tintin, com uma das primeiras a aparecer no jornal belga La Patrie, após a libertação do país da ocupação nazista em setembro de 1944. Intitulada Tintin au pays de nazis ("Tintin no país dos nazistas"), a tira toscamente desenhada satiriza Hergé por trabalhar para um jornal nazista durante a ocupação.
Após a morte de Hergé, centenas de outras paródias não oficiais e pastiches de Les Aventures de Tintin foram produzidas, cobrindo uma ampla variedade de gêneros diferentes.
Tom McCarthy dividiu tais obras em três grupos específicos: pornográficas, políticas e artísticas. Em alguns casos, o nome real "Tintin" é substituído por algo semelhante, como Nitnit, Timtim, ou Quinquin.
Outros criadores de banda desenhada optaram por criar histórias artísticas que são mais fan fictions do que paródias. O artista suíço Exem criou as aventuras cómicas irreverentes de Zinzin. Da mesma forma, o cartunista canadense Yves Rodier produziu uma série de obras de Tintin, nenhuma das quais foram autorizadas pela Moulinsart, incluindo uma "conclusão" do álbum inacabado Tintin et l'Alph-Art, em que ele usou a linha clara de Hergé.
A resposta a essas paródias dividem opiniões. Muitos as veem como uma afronta à obra de Hergé. Nick Rodwell da Moulinsart tomou este ponto de vista, declarando que "Nenhum desses copistas conta como verdadeiros fãs de Hergé. Se assim fosse, eles iriam respeitar seus desejos que ninguém além dele desenharia as aventuras de Tintin". Sempre que possível, a Moulinsart toma medidas legais contra aqueles que se sabe estar produzindo tais itens. Outros entendem de forma diferente, considerando essas paródias e pastiches como homenagens a Hergé.
Em maio de 2021, o tribunal de Rennes deu um parecer favorável ao artista Xavier Marabout que pintou telas de Tintin em um universo inspirado no do pintor Edward Hopper, em nome da exceção da paródia.

## Publicações

### Títulos
Álbuns originais de Hergé
1. Tintin au pays des Soviets (Tintim no País dos Sovietes) • 1930
2. Tintin au Congo (Tintim no Congo) • 1931
3. Tintin en Amérique (Tintim na América) • 1932
4. Les cigares du pharaon (Os Charutos do Faraó) • 1934
5. Le lotus bleu (O Lótus Azul) • 1936
6. L'oreille cassée (O Ídolo Roubado/A Orelha Quebrada) • 1937
7. L'île noire (A Ilha Negra) • 1938
8. Le sceptre d'Ottokar (O Ceptro de Ottokar) • 1939
9. Le crabe aux pinces d'or (O Caranguejo das Pinças de Ouro/O Caranguejo das Tenazes de Ouro) • 1941
10. L'étoile mysterieuse (A Estrela Misteriosa) • 1942
11. Le secret de la Licorne (O Segredo do Licorne ou O Segredo do Unicórnio) • 1943
12. Le trésor de Rackham le Rouge (O Tesouro de Rackham o Terrível) • 1944
13. Les sept boules de cristal (As Sete Bolas de Cristal) • 1948
14. Le temple du soleil (O Templo do Sol) • 1949
15. Tintin au pays de l'or noir (Tintim no País do Ouro Negro) • 1950
16. Objectif Lune (Rumo à Lua) • 1953
17. On a marché sur la Lune (Explorando a Lua) • 1954
18. L'affaire Tournesol (O Caso Girassol) • 1956
19. Coke en stock (Perdidos no Mar/Carvão no Porão) • 1958
20. Tintin au Tibet (Tintim no Tibete) • 1960
21. Les bijoux de la Castafiore (As Jóias da Castafiore) • 1963
22. Vol 714 pour Sydney (Voo 714 para Sydney) • 1968
23. Tintin et les picaros (Tintim e os Pícaros) • 1976
24. Tintin et l'Alph-Art (Tintim e a Alfa-Arte) • 1986 (incompleto, reeditado em 2008)[57]

Projetos inacabados
- La piste indienne • 1958
- Nestor et la justice • 1958
- Les pilules • 1960
- Tintin et le Thermozéro • 1960
- Un jour d'hiver, dans un aéroport (1976 - 1980)

Álbuns adaptados de histórias do cinema
Constituídos de desenhos ou fotos extraídas dos filmes:
- Tintin et le mystère de la Toison d'Or (Tintim e o Mistério do Tosão de Ouro) • 1961[58]
- Tintin et les oranges bleues (Tintim e as Laranjas Azuis) • 1964[59]
- Tintin et le lac aux requins (Tintim e o Lago dos Tubarões) • 1972[60]
- Le secret de la Licorne (Tintim e o Segredo do Licorne / O Segredo do Unicórnio') • 2011[61]

### Pré-publicações
Jornais responsáveis pela pré-publicação seriada original das histórias na Bélgica:
- Le Petit Vingtième, suplemento do Le Vingtième Siècle, em pranchas (1929 - 1940)
- Le Soir Jeunesse, em pranchas (1940 - 1941)
- Le Soir, em tiras (1941 - 1944)
- Le Journal de Tintin, em pranchas (1946 - 1976)

Em Portugal:
- O Papagaio (1936 - 1948)
- Diabrete (1949-1951)
- Cavaleiro Andante / O Pajem (1952 - 1962)
- Revista Tintin (1968 - 1982)

No Brasil:
- Suplemento feminino de O Estado de S. Paulo (1955 - 1969)[65][66][67]
- Revista  Tintin da Editorial Bruguera (1968)[68]
- Revista  Tintin da Editora Hemus (1972)[69]

### Editores dos álbuns
Editores dos álbuns originais na Bélgica:
- Éditions du Petit Vingtième (1930 - 1932)
- Casterman (1934 - 1986)

Em Portugal:
- Verbo (1988 - 2004)
- Público (2004)
- ASA (2010 - 2011)

No Brasil:
- Flamboyant (1961 - 1968)
- Record (1969 - 1978)
- Companhia das Letras (2005 - 2008)
- Globo Livros (2016 - 2018)

## Em Portugal
Portugal foi o primeiro país a internacionalizar Tintin.
Entre 1930 e 1934, o jovem Padre Abel Varzim estudou Sociologia na Universidade de Lovaina, tomando contacto com as aventuras de Tintin.
Varzim comprou os direitos da obra e vendeu-os aos responsáveis pela revista juvenil "O Papagaio", suplemento infantil da revista Renascença — Ilustração Católica.
A tradução de "Tintin en Amérique", "Aventuras de Tin-Tim na América do Norte", arranca na edição número 53 de "O Papagaio", a 16 de Abril de 1936.

## Adaptações

### Tintim no cinema

#### Filmes previstos: Trilogia Tintim
Steven Spielberg comprou uma opção sobre os direitos autorais de Tintim pouco antes da morte de Hergé, em 1983. Entretanto, naquele momento era incerta uma adaptação de Tintim para o cinema, já que Hergé recusara-se a assinar qualquer contrato.[carece de fontes?]
Em novembro de 2002, a Dreamworks comprou os direitos cinematográficos de toda a série. Em 15 de maio de 2007, Steven Spielberg e Peter Jackson oficializaram a realização de uma trilogia adaptada das histórias, a ser realizada em computação gráfica e captura de movimento. O diretor do terceiro filme ainda não foi anunciado. De acordo com a revista Variety, a equipe de Jackson já produziu um piloto de vinte minutos como demonstração.
Em Janeiro de 2012 no Brasil o filme foi lançado com o Título de As Aventuras de Tintim: O Segredo do Licorne ou simplesmente As Aventuras de Tintim, baseado em três álbuns de Hergé: Le crabe aux pinces d'or (1941), Le secret de la Licorne (1943) e Le trésor de Rackham le Rouge (1944). A empresa de Peter Jackson, Weta Digital, forneceu a animação e os efeitos especiais. A recepção do filme foi positiva; Jackson vai dirigir e Spielberg vai produzir um segundo filme de uma trilogia planejada.

### Televisão
Após uma primeira tentativa em semi-animação não colorida, feita por Jeah Nohain, surgiram:
- Les aventures de Tintin, d'après Hergé, de 1961, série da Belvision dirigida por Ray Goossens[75]
- As Aventuras de Tintim, de 1991, série da Nelvana dirigida por Stéphane Bernasconi.[76]

### Jogos
A Infogrames fez quatro jogos sobre Tintim:
- Tintin sur la Lune, de 1987
- Tintin au Tibet, de 1994
- Tintin : le Temple du Soleil, de 1997
- Tintin Objectif Aventure, de 2001

## Influências
Na sua juventude, Hergé era um grande admirador de Benjamin Rabier, e esta influência manifestou-se, principalmente, numa série de imagens em Tintim no País dos Sovietes, em particular as imagens dos animais, sugeridas por Hergé. René Vincent, o ilustrador art-deco, também influenciou no início das aventuras de Tintim: "A influência pode ser detectada no início dos soviéticos, onde meus desenhos são projetados ao longo de uma linha decorativa, como um 'S'…". Hergé admitiu que havia roubado uma parte do trabalho de George McManus, afirmando que estavam "tão divertidos, que utilizei-os, sem escrúpulos!".
Durante a pesquisa extensiva que que realizou para escrever O Lótus Azul, Hergé foi influenciado pelos estilos ilustrativos e xilogravura chineses e japoneses. Isso é especialmente notável na paisagem marítima, que é similar ao trabalhos de Katsushika Hokusai e de Hiroshige.
Hergé também afirmou que Mark Twain foi uma influência, embora sua admiração possa tê-lo levado a desviar-se quando representou os incas como não tendo nenhum conhecimento do eclipse vindouro em O Templo do Sol, um erro atribuído por T. F. Mills como uma tentativa para retratar "incas em pavor aos tempos modernos (A Connecticut Yankee in King Arthur's Court, de Mark Twain)".

## Produtos

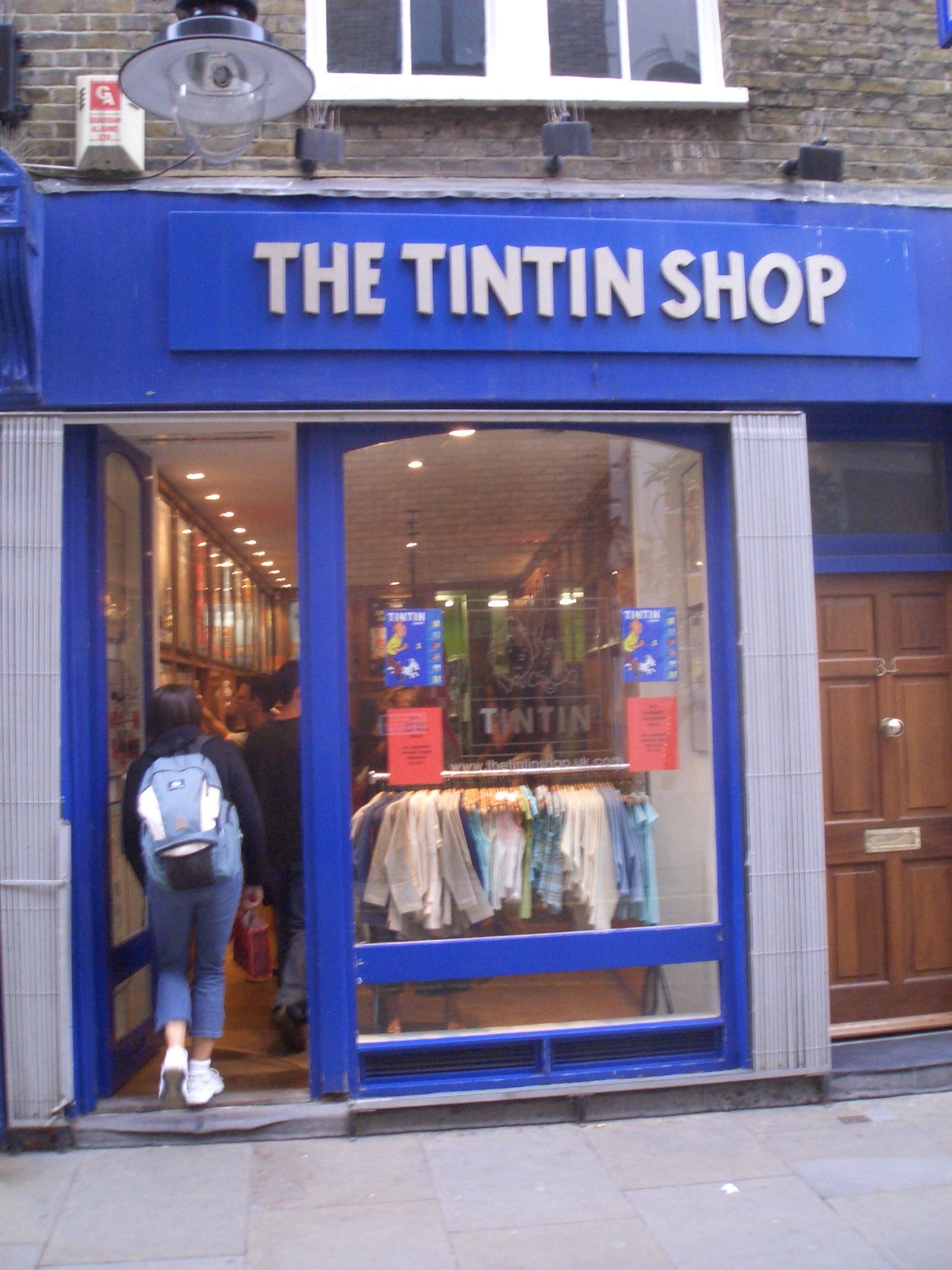
Loja no Covent Garden, em Londres.

A primeira loja totalmente dedicada a produtos sobre Tintim, The Tintin Shop, teve início em 1984 e estava localizada no Covent Garden, em Londres.
Atualmente há também a Boutique Tintin, uma loja virtual que comercializa uma variedade de produtos que vão desde a cartões postais e bonecos dos personagens, até camisetas e bonés.

## Selos
A imagem de Tintim foi usada em selos postais em numerosas ocasiões, o primeiro emitido pelo Correio da Bélgica em 1979 para celebrar o dia da filatelia. Esta foi a primeira de uma série de selos com as imagens dos quadrinhos de heróis belgas, sendo o primeiro selo do mundo a ter um herói dos quadrinhos.[carece de fontes?]
Em 1999, a Royal Dutch Post lançou dois selos, em 8 de outubro de 1999, baseados na aventura Rumo à Lua, com os selos vendidos totalmente poucas horas após o seu lançamento. Os correios franceses, em seguida, emitiram um selo de Tintim e Milu em 2001. Para marcar o fim do franco belga, e também para comemorar o aniversário da publicação Tintim no Congo, mais dois selos foram emitidos pelo Belgian Post em 31 de dezembro de 2001. Os selos também foram emitidos no Congo, ao mesmo tempo.

## Tradução para a língua inglesa
O processo de tradução de Tintim para a língua inglesa foi feito em 1958 pela Methuen & Co. Ltd., de Londres. Foi um trabalho conjunto liderado por Leslie Lonsdale-Cooper e Michael Turner, que trabalharam conjuntamente com o autor (Hergé) para traduzir da forma mais fiel possível ao trabalho original. Alguns cartoon foram traduzidos do francês para o inglês com algumas falas "em branco". Isto foi feito para remover conteúdo considerado impróprio para crianças, como drogas e racismo. Os álbuns editados após foram refeitos por Hergé, a fim de serem mais adequados e, atualmente, aparecem em edições publicadas em todo o mundo. O The Atlantic Monthly Press, em cooperação com a Little, Brown and Company republicaram os álbuns nos anos 1970.[carece de fontes?]
Em parte, devido à grande quantidade de expressões locais (especialmente piadas ou passagens cômicas), foi preferida sempre a adaptação e não a tradução literal.[carece de fontes?]

## Legado
Tintim e seu criador Hergé inspiraram muitos artistas através da sua obra. A linguagem desenvolvida pelo autor mostrou-se influente e contribuidores do Tintin magazine empregavam seu estilo e, mais recentemente, Jacques Tardi, Yves Chaland, Jason Little, Phil Elliott, Martin Handford, Geoff Darrow e Garen Ewing produziram trabalhos utilizando o estilo do autor.[carece de fontes?]
O legado de Tintim inclui o estabelecimento do mercado de coleções de quadrinhos/cartoons; e o modelo adotado pelas coleções foram também adotadas por criadores e editores na França e Bélgica. O sistema permite uma grande estabilidade financeira, com os criadores recebendo dinheiro enquanto ainda trabalham. O modelo rivaliza com o norte-americano e o inglês do tipo "trabalhe antes e receba depois". Roger Sabin argumenta que este modelo permite "em teoria… uma melhor qualidade".
No mundo da arte, tanto Andy Warhol como Roy Lichtenstein afirmam que Hergé é uma das suas maiores influências. Lichtenstein produziu pinturas baseadas em fragmentos dos quadrinhos de Tintim. Warhol utilizou o estilo ligne claire e produziu uma série de pinturas tendo Hergé como tema. Ele declarou: "Hergé tem influenciado meu trabalho da mesma maneira que Walt Disney. Para mim, Hergé foi mais que um artista dos quadrinhos.".
Na música, Tintim foi inspiração para várias bandas e músicos. Uma banda britânica de technopop da década de 1980 assumiu o nome Thompson Twins influenciada pela obra (Thompson é o nome dado aos irmãos Dupondt nas traduções para o inglês das obras de Tintim). Stephen Duffy, integrante da banda Duran Duran, tocou o hit "Kiss Me" com o nome de "Tintin"; ele teve que retirar o nome por problemas de direitos autorais. Duffy lançou, após, o álbum Designer Beatnik sob o nome de "Doctor Calculus", em referência ao personagem Professor Calculus. Uma banda psicodélica australiana e uma banda independente norte-americana do estilo rock progressivo utilizaram o nome "Tin Tin" inspiradas pelo personagem. O cantor e compositor sul-africano Gert Vlok Nel comparou Tintim a Deus na canção Waarom ek roep na jou vanaand.[carece de fontes?]

## Prêmios
Em 1° de junho de 2006, o Dalai Lama condecorou com o prêmio Luz da Verdade o personagem, juntamente com o arcebispo sul-africano Desmond Tutu. O prêmio foi em reconhecimento ao trabalho de Hergé no livro Tintim no Tibete.
Em 2001, a Fundação Hergé exigiu a retirada da tradução chinesa da obra, que havia sido lançada com o título Tintim no Tibete Chinês. O trabalho foi publicado depois com a tradução correta.

## Citações
| “                   | Meu único adversário no plano internacional é Tintim. | ” |
| — Charles de Gaulle |                                                       |   |

| “       | Sou eu, sob todas as formas! Tintim, quando quero ser heróico, perfeito; os Dupondt, quando sou estúpido; Haddock, sou eu quando tenho vontade de me exteriorizar. | ” |
| — Hergé | |   |